# CD1A
CD1A (англ. CD1a molecule) – білок, який кодується однойменним геном, розташованим у людей на короткому плечі 1-ї хромосоми.  Довжина поліпептидного ланцюга білка становить 327 амінокислот, а молекулярна маса — 37 077.
| 10         |  | 20         |  | 30         |  | 40         |  | 50         |
| ---------- |  | ---------- |  | ---------- |  | ---------- |  | ---------- |
| MLFLLLPLLA |  | VLPGDGNADG |  | LKEPLSFHVT |  | WIASFYNHSW |  | KQNLVSGWLS |
| DLQTHTWDSN |  | SSTIVFLCPW |  | SRGNFSNEEW |  | KELETLFRIR |  | TIRSFEGIRR |
| YAHELQFEYP |  | FEIQVTGGCE |  | LHSGKVSGSF |  | LQLAYQGSDF |  | VSFQNNSWLP |
| YPVAGNMAKH |  | FCKVLNQNQH |  | ENDITHNLLS |  | DTCPRFILGL |  | LDAGKAHLQR |
| QVKPEAWLSH |  | GPSPGPGHLQ |  | LVCHVSGFYP |  | KPVWVMWMRG |  | EQEQQGTQRG |
| DILPSADGTW |  | YLRATLEVAA |  | GEAADLSCRV |  | KHSSLEGQDI |  | VLYWEHHSSV |
| GFIILAVIVP |  | LLLLIGLALW |  | FRKRCFC    |  |            |  |            |

A: Аланін

C: Цистеїн

D: Аспарагінова кислота

E: Глутамінова кислота

F: Фенілаланін

G: Гліцин

H: Гістидин

I: Ізолейцин

K: Лізин

L: Лейцин

M: Метіонін

N: Аспарагін

P: Пролін

Q: Глутамін

R: Аргінін

S: Серин

T: Треонін

V: Валін

W: Триптофан

Задіяний у таких біологічних процесах як адаптивний імунітет, імунітет, поліморфізм. 
Локалізований у клітинній мембрані, мембрані, ендосомах.